# إيمانويل إركولانو
إيمانويل إركولانو (بالإيطالية: Emanuel Ercolano)‏ (من مواليد 15 أكتوبر 2002) هو لاعب كرة قدم إيطالي يلعب لنادي توريس معارّا من نادي سامبدوريا.